# 朗里冈
朗里冈（法語：Lanrigan，法語發音：[lɑ̃ʁiɡɑ̃]）是法国伊勒-维莱讷省的一个市镇，属于雷恩区。

## 地理
朗里冈（48°23'47"N, 1°41'56"W）面积3.98 平方千米，位于法国布列塔尼大區伊勒-维莱讷省，该省份为法国西北部沿海省份，位于布列塔尼半岛东部，北濒大西洋，西接阿摩尔滨海省和莫尔比昂省，南至大西洋卢瓦尔省，西南端接曼恩-卢瓦尔省，东临马耶讷省，东北与芒什省接壤。
与朗里冈接壤的市镇（或旧市镇、城区）包括：孔堡、丹热、圣莱热德普雷。

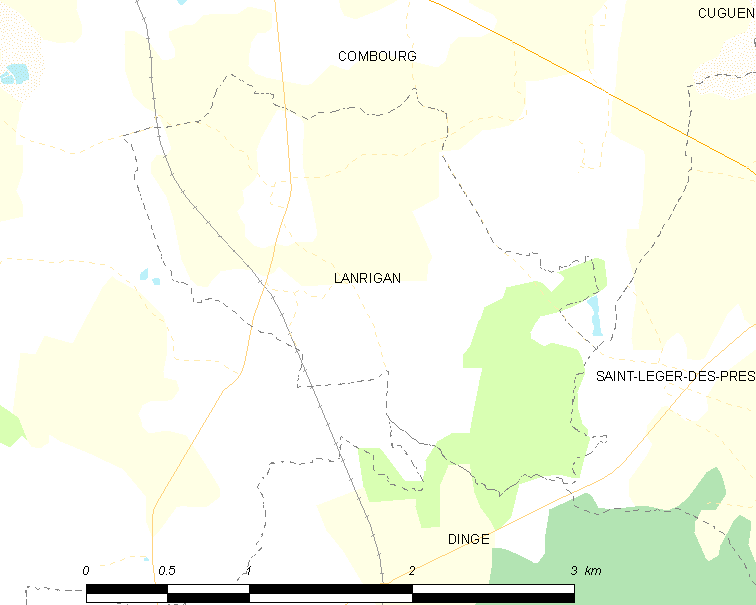
朗里冈的OSM定位图

朗里冈的时区为UTC+01:00、UTC+02:00（夏令时）。

## 行政
朗里冈的邮政编码为35270，INSEE市镇编码为35148。

## 政治
朗里冈所属的省级选区为孔堡县。

## 人口

1962-2008年间朗里冈人口变化图示

朗里冈于2022年1月1日时的人口数量为144人。